# Vilino oko
Vilino oko ili smeđa iglica (lat. Geranium phaeum) je zeljasta biljka iz porodice zdravaca (lat. Geraniaceae). Ime roda Geranium potiče od grčke reči geranos (ždral), a dobili su ga zbog plodova čiji izgled podseća na kljunove ždrala, dok phaeum označava mrku boju cveta.

## Opis biljke
Višegodišnja je biljka, koja može da naraste od 20 cm, pa do 70 cm. Stabljika je uspravna, dlakava i u gornjem delu je razgranata. Listovi su mekani, okruglasti sa nazubljenim režnjevima, gornji sedeći, dok su donji sa drškama. Listovi su široki od 8 do 10 cm. Cvetovi su pojedinačni, dvopolni, na drškama, poseduju 5 latica. Latice su tamne boje, crvene ili ljubičaste, dok su pri osnovi bele. Prašnika je 10. Plod je kapsula sa kljunom koji može posedovati kratke dlake. Cveta od kasnog proleća pa sve do ranog leta, dok tokom letnjih meseci dolazi do sporadičnog cvetanja.

## Rasprostranjenje i stanište
Rasprostranjena je u južnoj i srednjoj Evropi i Aziji. Raste na vlažnim i senovitim mestima, prvenstveno listopadnim šumama ili rubovima šuma, ali i u šikarama i na livadama. Može se naći pojedinačno ili u velikim grupama.

## Zanimljivosti
Smatra se dobrom medonosnom biljkom. Zbog svog atraktivnog izgleda, često se sadi u baštama.

## Literatura
- W. George Schmid, (2002), An encyclopedia of shade perennials, Portland: Timber Press
- Čedomil Šilić, (1987), Šumske zeljaste biljke, Sarajevo: Svjetlost